# Bắc Đẩu Bội tinh
Bắc Đẩu Bội tinh (Ordre national de la Légion d’honneur) là huân chương cao quý nhất của Pháp, được Napoléon Bonaparte thiết lập vào ngày 19 tháng 5 năm 1802 để tặng cá nhân, tập thể có đóng góp xuất sắc cho Pháp. Thành viên Viện Bắc Đẩu Bội tinh (Légion d'honneur) được gọi là légionnaire.
Tính đến năm 2016, Viện Bắc Đẩu Bội tinh có 93.000 thành viên còn sống và khoảng một triệu người đã được tặng thưởng Bắc Đẩu Bội tinh.

## Tên gọi
Trong tiếng Việt, huân chương này được gọi là Bắc Đẩu Bội tinh. Bội tinh là từ cũ nghĩa là huân chương, Bắc Đẩu là một nhóm sao gồm bảy ngôi sao xếp thành hình cái đẩu ở phía Bắc, được dùng để ví với người được mọi người tôn kính, ngưỡng mộ.

## Lịch sử

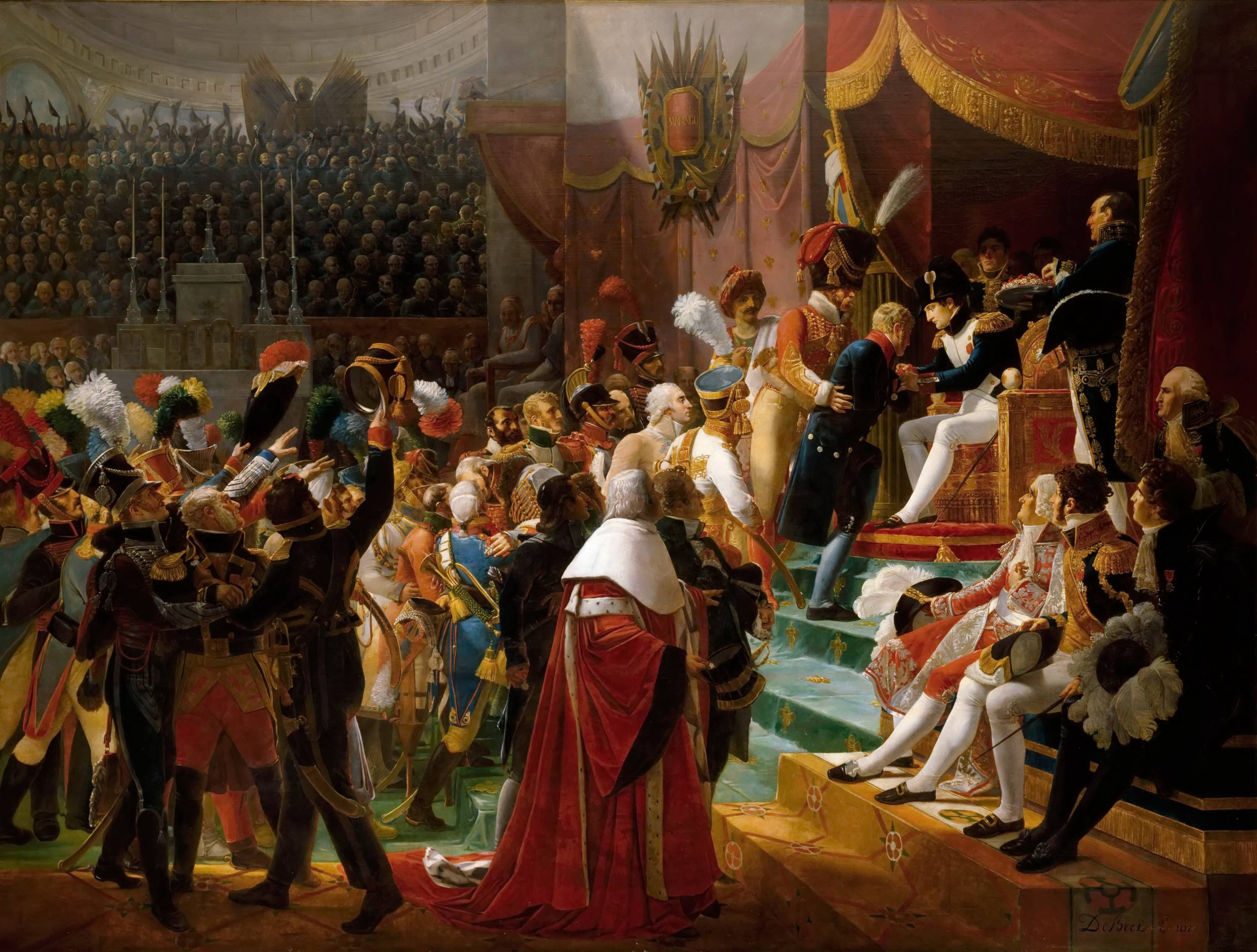
Lễ trao Bắc Đẩu Bội tinh lần đầu ngày 14 tháng 7 năm 1804 do Napoléon Bonaparte chủ trì, tranh của Jean-Baptiste Debret

Bắc Đẩu Bội tinh lấy cảm hứng từ La Mã cổ đại trong tên gọi (phỏng theo Legio honoratorum conscripta), biểu tượng đại bàng và tổ chức (chia Pháp thành 16 khu vực xét tặng).
Sau Cách mạng Pháp, chế độ cũ Pháp bị lật đổ và các chế độ tặng thưởng thiên vị quý tộc, sĩ quan và người giàu có bị bãi bỏ. Ngày 19 tháng 5 năm 1802, Napoléon Bonaparte thiết lập Bắc Đẩu Bội tinh để tặng Sĩ quan có thành tích xuất sắc. Những người này được đứng vào một đơn vị danh dự có tên Viện Bắc Đẩu Bội tinh. Về sau, Bắc Đẩu Bội tinh được trao cho thường dân.
Sau khi được kết nạp, một thành viên Viện Bắc Đẩu Bội tinh hạng Năm mỗi năm được nhận 250 franc Pháp.

## Tổ chức

### Phân hạng

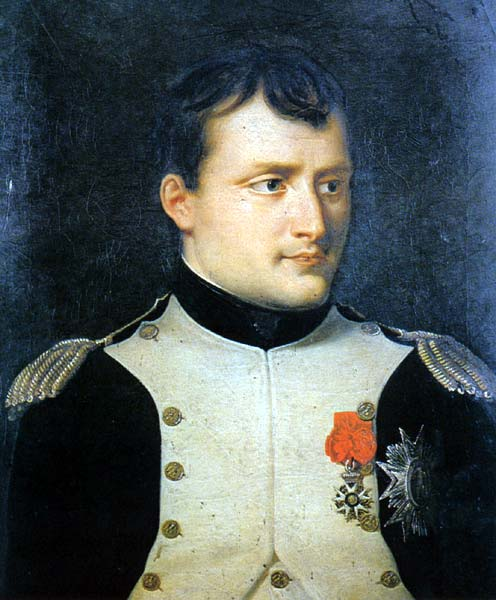
Napoléon Bonaparte đeo huân chương và huy hiệu Bắc Đẩu Bội tinh trên ngực

Bắc Đẩu Bội tinh được chia thành năm hạng:
1. Đại thập tự (Grand-croix, tương đương hạng Nhất)
2. Đại sĩ quan (Grand officier, tương đương hạng Nhì)
3. Tư lệnh (Commandeur, tương đương hạng Ba)
4. Sĩ quan (Officier, tương đương hạng Bốn)
5. Hiệp sĩ (Chevalier, tương đương hạng Năm)

### Viện trưởng
Tổng thống Pháp là viện trưởng Viện Bắc Đẩu Bội tinh (Grand maître de l'Ordre) và tự động được trao Bắc Đẩu Bội tinh hạng Nhất.

### Tổng quản

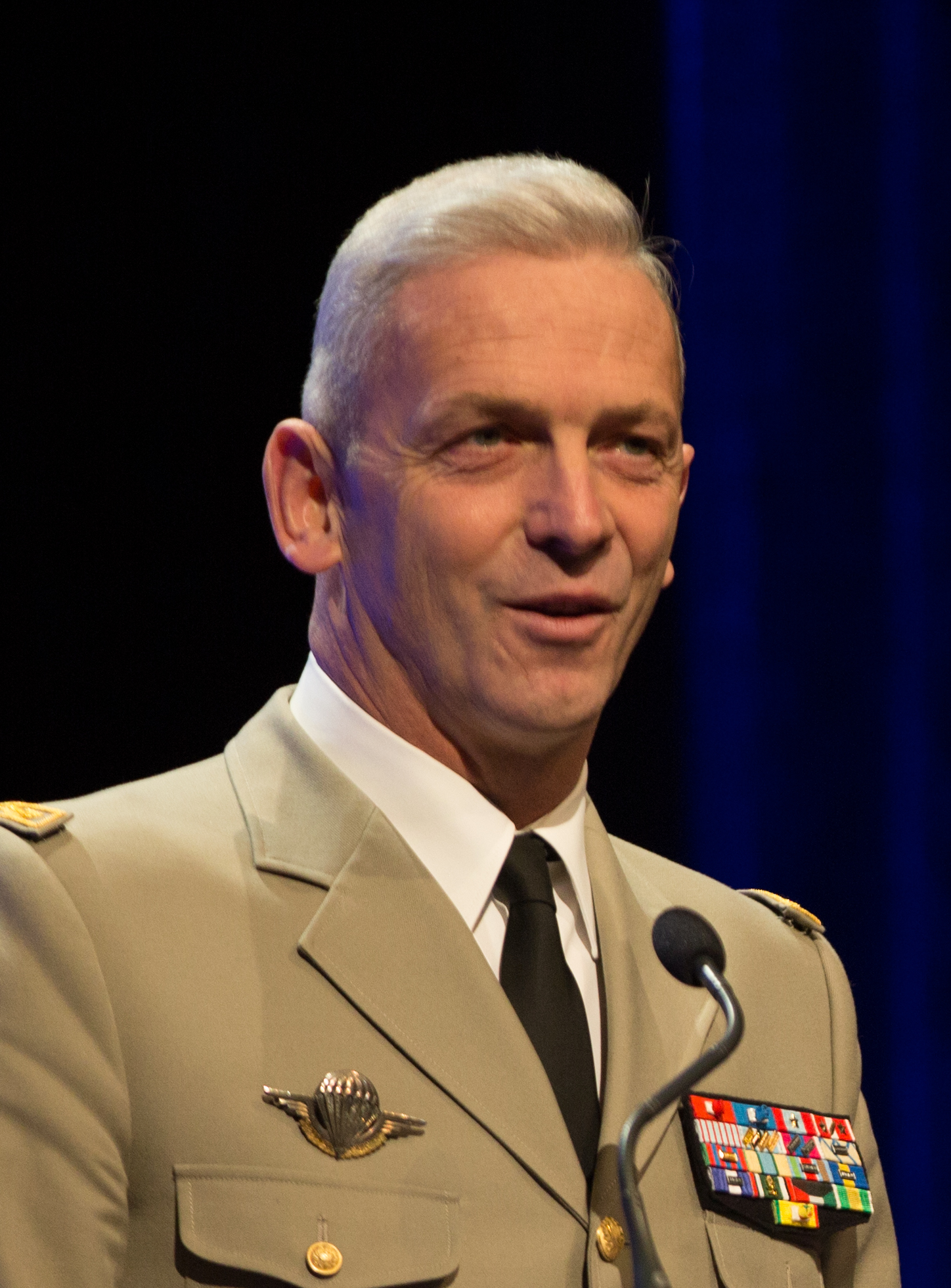
Đại tướng François Lecointre, tổng quản Viện Bắc Đẩu Bội tinh từ tháng 2 năm 2023

Tổng quản (Grand chancelier) lãnh đạo công tác của Hội đồng Viện theo sự chỉ đạo của viện trưởng. Tổng quản báo cáo công tác trước tổng thống và có thể tham dự phiên họp Hội đồng Bộ trưởng để cho ý kiến về vấn đề liên quan đến Bắc Đẩu Bội tinh theo lời mời của tổng thống.
Tổng quản do tổng thống bổ nhiệm trong số thành viên Viện Bắc Đẩu Bội tinh hạng Nhất. Từ năm 1969, nhiệm kỳ của tổng quản là sáu năm. Kể từ khi Bernard Germain Étienne de Laville-sur-Illon, bá tước Lacépède được bổ nhiệm làm tổng quản đầu tiên, tất cả các tổng quản đều xuất thân trong quân đội. Tổng quản có nhiệm vụ giải quyết mọi vấn đề liên quan tới việc xét tặng Bắc Đẩu Bội tinh.
Văn phòng của tổng quản ở Điện Bắc Đẩu Bội tinh (từng được gọi là Hôtel de Salm) ở quận 7, Paris, cũng là trụ sở Bảo tàng Bắc Đẩu Bội tinh.

### Hội đồng Viện
Hội đồng Viện thảo luận về tư cách, ngân sách của Viện Bắc Đẩu Bội tinh, việc kết nạp, thăng hạng thành viên và kỷ luật thành viên, người được tặng Bắc Đẩu Bội tinh, do tổng quản chủ trì. Hội đồng Viện gồm:
- 14 thành viên ít nhất là Hạng Ba;
- Một thành viên hạng Bốn;
- Một thành viên hạng Năm;

Thành viên Hội đồng Viện do viện trưởng bổ nhiệm theo đề nghị của tổng quản. Cứ hai năm thì bổ nhiệm lại một nửa số thành viên, thành viên Hội đồng Viện khoá cũ có thể được tái bổ nhiệm.

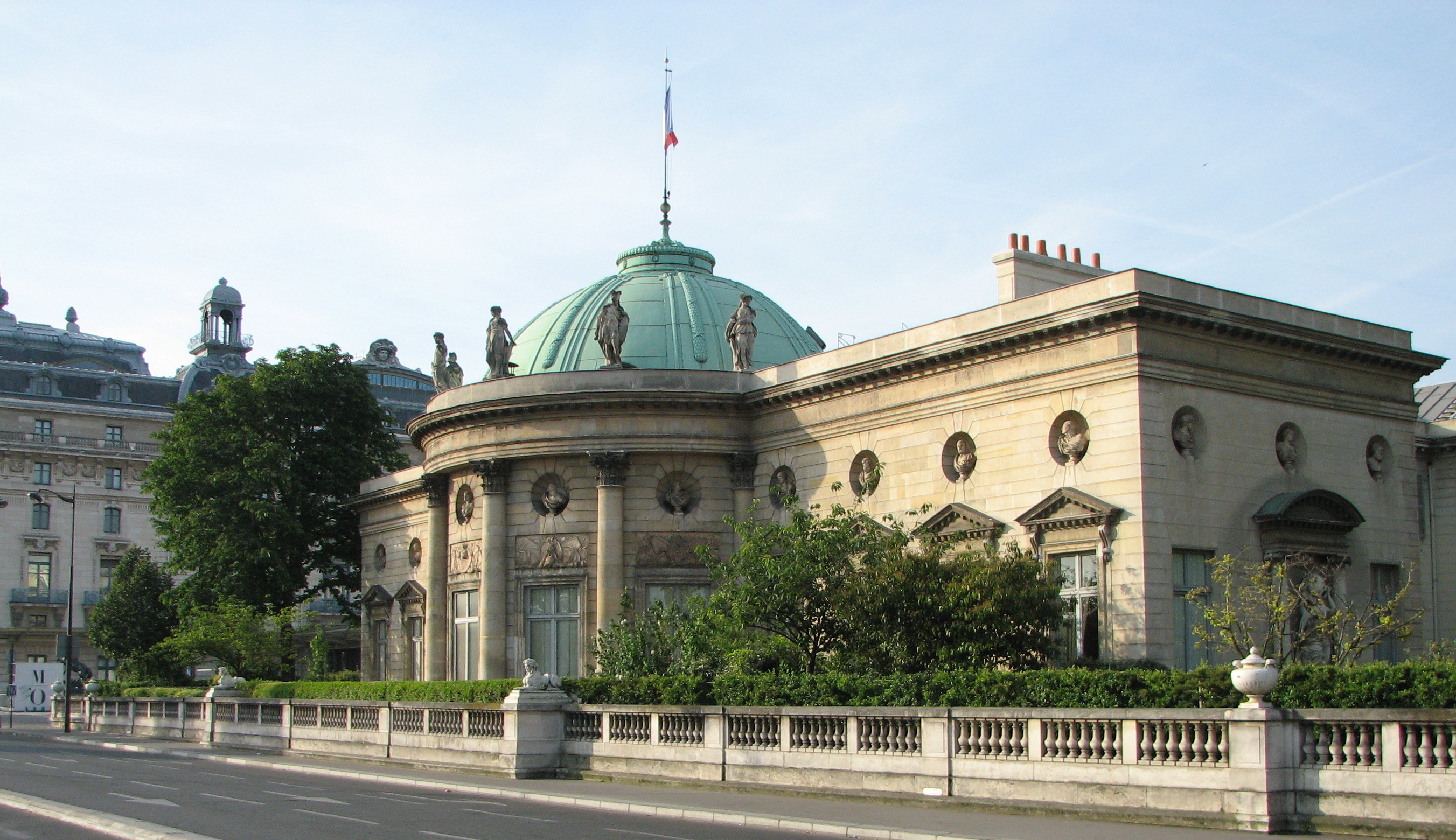
Điện Bắc Đẩu Bội tinh

## Mô tả
Thân huân chương là hình sao năm cánh kép tráng men trắng, mười đầu sao được gắn nút tròn. Chất liệu hình sao và nút tròn tùy thuộc vào hạng. Ví dụ: hạng Năm bằng bạc, hạng Bốn bằng bạc thếp vàng. Các cánh sao được nối với nhau bởi một vành bằng cùng chất liệu màu xanh lá cây, hình lá sồi ở bên phải và lá nguyệt quế ở bên trái. Chính giữa hình tròn màu xanh da trời có bức chạm Marianne bằng vàng, xung quanh là dòng chữ "RÉPUBLIQUE FRANÇAISE" màu vàng. Mặt sau là hai lá quốc kỳ Pháp, dòng chữ "Honneur et Patrie" và ngày tặng thưởng.

Năm hạng Bắc Đẩu Bội tinh (nam): 1: hạng Năm; 2: hạng Bốn; 3: hạng Ba; 4: hạng Nhì; 5: hạng Nhất

Mẫu Bắc Đẩu Bội tinh từ năm 1804 đến hiện tại

Dải huân chương màu đỏ. Dải hạng Bốn có thêm một bông hoa hồng, dải hạng Ba đeo trên cổ. Hạng Nhì còn đeo thêm một huy hiệu bằng bạc ở bên phải. Hạng Nhất có một huy hiệu bằng bạc thếp vàng đeo bên trái và một dải băng đỏ quàng chéo qua vai phải.

## Xét tặng và thăng hạng

### Công dân Pháp
Công dân Pháp được kết nạp vào Viện Bắc Đẩu Bội tinh hạng Hiệp sĩ "với tư cách thông thường" nếu có phục vụ công ích hoặc hoạt động nghề nghiệp xuất sắc trong thời gian ít nhất là 20 năm.
Sau tám năm, thành viên hạng Hiệp sĩ có thể được thăng lên hạng Sĩ quan. Sau năm năm, thành viên hạng Sĩ quan có thể được thăng lên hạng Tư lệnh. Sau ba năm, thành viên hạng Tư lệnh có thể được thăng lên hạng Đại sĩ quan. Sau ba năm, thành viên hạng Sĩ quan có thể được thăng lên hạng Đại thập tự, ngoại trừ những trường hợp được quy định tại điều lệ Viện Bắc Đẩu Bội tinh. Trong thời chiến, cá nhân có chiến công xuất sắc hoặc bị trọng thương có thể được đặc cách tặng, thăng hạng Bắc Đẩu Bội tinh.
Vận động viên giành huy chương vàng tại Thế vận hội có thể được xét đặc cách thăng hạng.

### Người nước ngoài
Người nước ngoài có công lớn đối với Pháp hoặc phục vụ lý tưởng, sự nghiệp của Pháp có thể được tặng thưởng Bắc Đẩu Bội tinh nhưng không được kết nạp vào Viện Bắc Đẩu Bội tinh. Ví dụ: ngày 19 tháng 2 năm 1999, Tổng thống Pháp Jacques Chirac tặng thưởng Bắc Đẩu Bội tinh cho các cựu chiến binh người Mỹ tham gia Chiến tranh thế giới thứ nhất.
Nguyên thủ quốc gia, thủ tướng, thành viên chính phủ, đại sứ, doanh nhân và nghệ sĩ người nước ngoài đến thăm Pháp được miễn hạn mức tặng thưởng Bắc Đẩu Bội tinh. Năm 2006, tranh cãi nổ ra khi Tổng thống Nga Vladimir Vladimirovich Putin được tặng Bắc Đẩu Bội tinh hạng Nhất.

### Quy trình
Thủ tướng trình đề cử kết nạp, thăng hạng của các bộ trưởng cùng với ý kiến của thủ tướng trước tổng quản.
Từ năm 2008, việc thăng hạng Bắc Đẩu Bội tinh đối với thường dân phải đảm bảo bình đẳng giới.

### Hạn mức
Hạn mức tặng thưởng, thăng hạng Bắc Đẩu Bội tinh do tổng thống quyết định trong thời hạn ba năm.
Hạn mức tặng thưởng, thăng hạng Bắc Đẩu Bội tinh từ ngày 1 tháng 1 năm 2024 đến ngày 31 tháng 12 năm 2026 là 2.750 người mỗi năm, chia giữa công dân Pháp và người nước ngoài như sau:
|             | Công dân Pháp | Công dân Pháp | Người nước ngoài |
| Thường dân  | Quân nhân     |               | Người nước ngoài |
| ----------- | ------------- | ------------- | ---------------- |
| Đại thập tự | 3             | 3             | 2                |
| Đại sĩ quan | 7             | 5             | 3                |
| Tư lệnh     | 35            | 36            | 25               |
| Sĩ quan     | 150           | 196           | 75               |
| Hiệp sĩ     | 1.155         | 875           | 180              |

### Đặc quyền
Năm 2017, thành viên Viện Bắc Đẩu Bội tinh là quân nhân mỗi năm nhận được một số tiền mang tính tượng trưng tùy theo hạng:
- Hạng Nhất: 36,59 euro.
- Hạng Nhì: 24,39 euro;
- Hạng Ba: 12,20 euro;
- Hạng Bốn: 9,15 euro;
- Hạng Năm: 6,10 euro;

Con gái, cháu gái và chắt gái của thành viên Viện Bắc Đẩu Bội tinh có quyền theo học tại các cơ sở đào tạo của Viện Bắc Đẩu Bội tinh (Maison d'éducation de la Légion d'honneur), là các trường trung học nữ sinh công lập của Viện Bắc Đẩu Bội tinh. Hiện có 2 trường trung học như vậy ở Saint-Denis và Les Loges giữa rừng Saint-Germain-en-Laye.

## Cá nhân, tập thể được tặng Bắc Đẩu Bội tinh

### Phụ nữ
Bắc Đẩu Bội tinh chủ yếu được tặng cho nam giới. Từ năm 2008, Hội đồng Viện bắt đầu đảm bảo bình đẳng giới trong việc xét tặng. Trong số 61 cá nhân, tập thể được tặng Bắc Đẩu Bội tinh hạng Nhất, chỉ có 4 phụ nữ là Geneviève de Gaulle-Anthonioz, Germaine Tillion, Valérie André và Jacqueline de Romilly.

### Tổ chức, tập thể
Hiện tại, Bắc Đẩu Bội tinh đã được trao cho hơn một triệu người và các tập thể như thành phố, trường học, các đơn vị của quân đội Pháp. 61 thành phố, làng mạc đã được trao Bắc Đẩu Bội tinh, bao gồm Luxembourg, Liège, Beograd, Stalingrad, Verdun, Rouen và Algiers. Những tập thể được trao Bắc Đẩu Bội tinh bao gồm CentraleSupélec, Trường Bách khoa Paris, École nationale des chartes, Trường trung học Lalande, Công ty Đường sắt Quốc gia Pháp và Hội Chữ thập đỏ Pháp.